# Lucien Battaglia
Pour les articles homonymes, voir Battaglia.
Lucien Battaglia, né à Caudiès-de-Fenouillèdes le 25 septembre 1944, est un guitariste et compositeur français.

## Biographie
Lucien Battaglia commence à étudier la guitare à 11 ans. Diplômé de l’Académie de Guitare de Paris en 1961, il participe  sous la direction de Pierre Schaeffer aux formations organisées  par le service de la recherche de l'ORTF et étudie le Traité des objets musicaux, puis, l'année suivante, obtient sur proposition du maestro vénézuélien Alirio Diaz une bourse pour étudier avec Andrès Segovia à l’Académie Internationale de Musique Chigiana de Sienne. Il y suivit également des cours de composition dispensés par Angelo Francesco Lavagnino.
Il a enseigné à l’académie de guitare de Marseille et, à partir de 1979, au conservatoire Pierre Barbizet à Marignane. Il a notamment eu pour élève Jean-Felix Lalanne.

## Œuvres
- La Quête Éternelle de Don Quichotte
- Élégie pour Maranatha
- Douze Regards sur l'Arbre de Vie
- Concerto sans orchestre pour guitare
- Valse Cardinale
- Cantilène